# Siddhartha, l'opéra rock
Pour les articles homonymes, voir Siddhartha.
Siddhartha, l'opéra rock est un spectacle musical français de David Clément-Bayard qui a lieu du 26 novembre 2019 au 5 janvier 2020 au Palais des sports de Paris,,.

## Intrigue
Le spectacle retrace la vie de Bouddha.

## Fiche technique
- Livret : David Clément-Bayard
- Musique : David Clément-Bayard
- Producteurs : David Clément-Bayard, Antoine Markus, Philippe Barreau, Fred Juarez
- Mise en scène et co-auteur : Magda Hadnagy
- Chorégraphie : Magda Hadnagy
- Choréhraphie cascade : Antoine Dupré
- Costumes :Claire Browet, Jennifer Selvaratnam, Marion François
- Maquillage: Paul Luon, Charles Chont, Charlotte Henry
- Décors : Poly 3D, Alexandre Ghidini
- Lumières : Vincent Smagghe, Franck Baré
- Date de première représentation : 
  - Avant-première du spectacle à SCENEO de Longuenesse le 12 novembre 2019
  - 26 novembre 2019 au Palais des sports de Paris

## Distribution

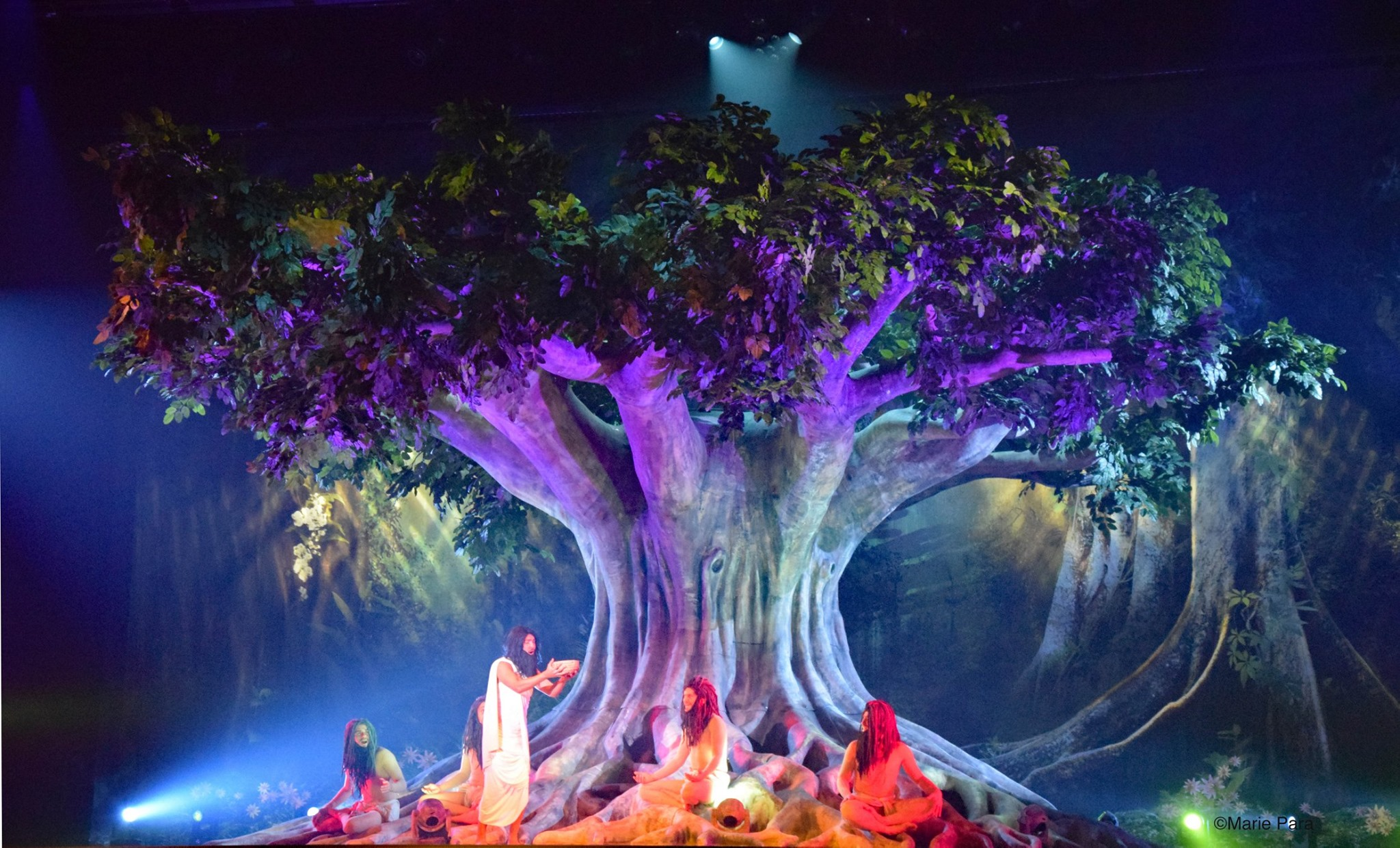

- INCA (Fabien Incardona) : Siddhartha
- Axel Hirsoux : Ananda
- Célia de La Fontaine : Maya
- Sebastiao Saramago :  Suddhodhana
- Mélissa Forton : Gotami
- David Clément-Bayard : Devaddatta
- Océane Berland : Yashodara
- Julien Arcuri : Yasa Vanar
- Camille Millian : Ambapali
- Cédric Chupin : Uruvela
- Benoit Valliccioni : Mara
- Kaël : Rama
- Meddy Saidi : Le maître de musique

## Discographie
- Le 1er single, La vie m'attend, sort en août 2019.
- 3 clips ont été réalisés :
  - La vie m'attend[4]
  - Peut-être
  - Seras-tu fier?[5]
- L'album sort le 28 juin 2019.

| No  | Titre                  | Interprète(s)                    | Durée |
| --- | ---------------------- | -------------------------------- | ----- |
| 1.  | La vie m'attend        | Inca                             | 3:31  |

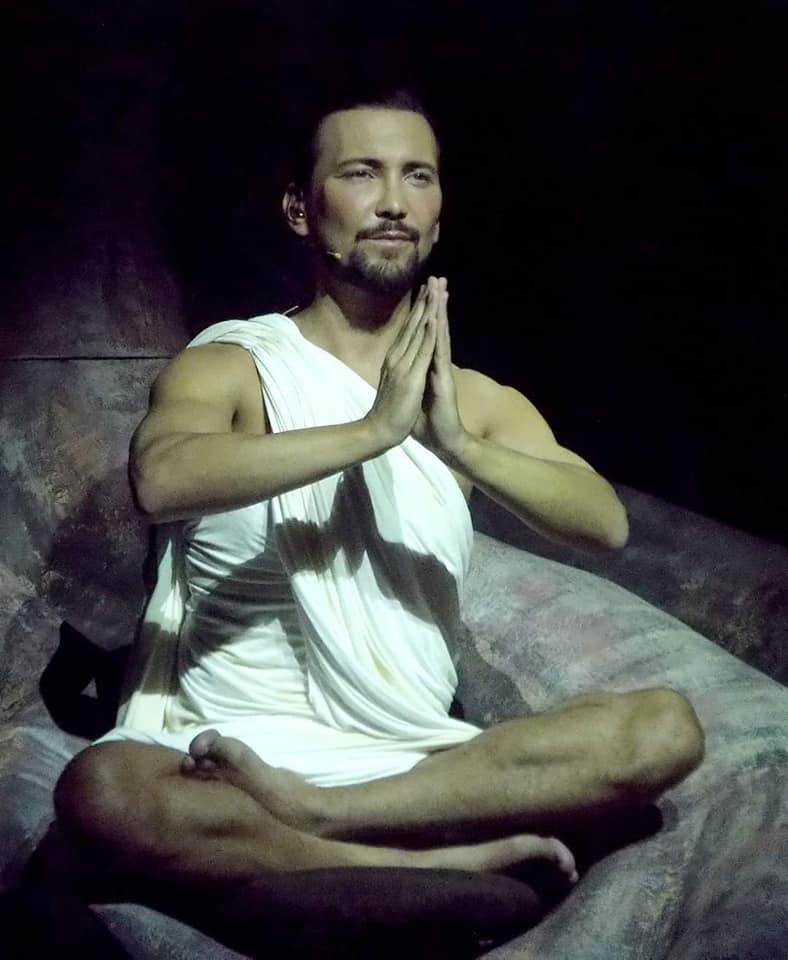
Inca

| 2.  | Ambapali               | Julien Arcuri et Camille Millian | 2:57  |
| 3.  | Peut-être              | Julien Arcuri et Mélissa Forton  | 3:41  |
| 4.  | Seras-tu fier          | Inca                             | 3:41  |
| 5.  | Danser                 | Julien Arcuri                    | 3:17  |
| 6.  | L'éclat de son regard  | David Clément-Bayard             | 3:31  |
| 7.  | L'amour manquant       | Mélissa Forton                   | 3:36  |
| 8.  | Les secrets de mon âme | Inca et Célia de La Fontaine     | 3:28  |
| 9.  | Encore et encore       | Julien Arcuri                    | 3:05  |
| 10. | Parle-moi              | Inca et Océane Berland           | 2:55  |
| 11. | A mon corps défendant  | David Clément-Bayard             | 3:50  |
| 12. | Votre temps            | Inca et David Clément-Bayard     | 3:22  |

## Accueil

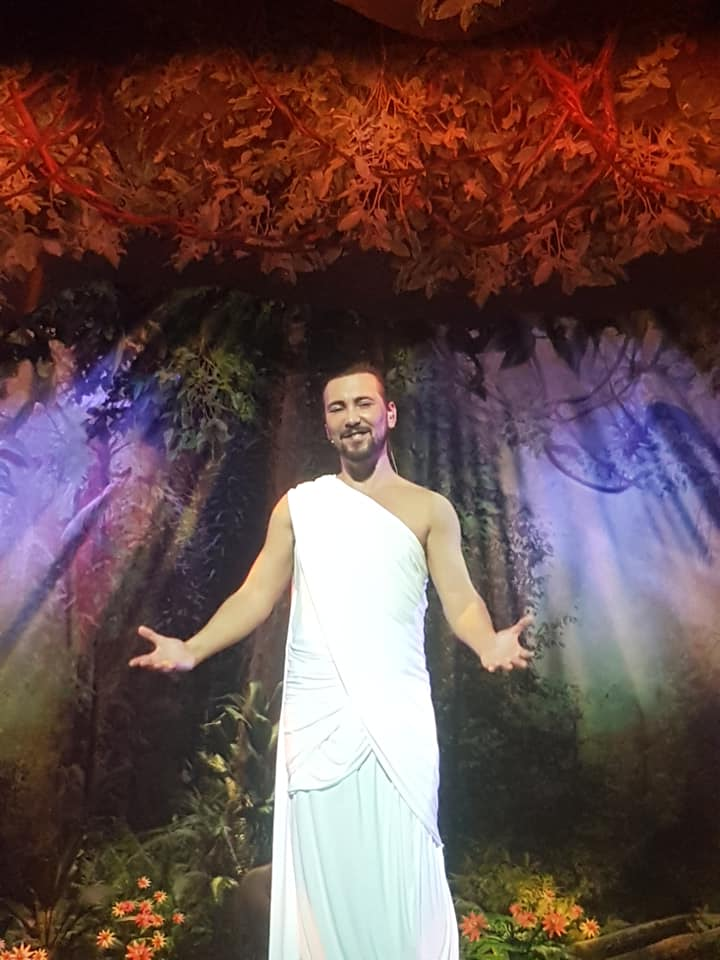
INCA

Ce spectacle entièrement chanté composé de 40 artistes dont 8 danseurs est bien accueilli par la presse. 
Le Parisien : « [Les] titres phares du spectacle [sont] d'une facture efficace [...], souvent entraînants, avec des chœurs puissants qui vous filent des frissons et vous font battre la mesure, ces titres évoquent la réalisation de soi ». 
Regard en coulisse : « De la naissance de Siddhartha à son apogée, les tableaux alternent, entre duos touchants (notamment entre le prince enfant et son père) et chœurs puissants, dans un ballet de saris et de tuniques aux mille couleurs. [...] LA figure du spectacle est bien INCA. Remarquable et évident Bouddha, sa voix – aux faux-airs de Balavoine – monte dans les aigus avec puissance et limpidité. À en toucher le Ciel. Charismatique, juste dans son interprétation, d’où se dégagent douceur et bonté, INCA, présent sur le plateau la quasi-totalité du show, le porte sur ses épaules et au bout de ses notes. ».